# 임달화
임달화(광둥어: 任達華 얌닷와, 영어: Simon Yam 사이먼 얌[*], 1955년 3월 19일 ~ )는 홍콩의 배우이다.

## 프로필
- 생일 : 1955년 3월 19일
- 신체 : 180cm, 79kg
- 데뷔 : 1980년 영화 '욕화분금'
- 수상 : 2010년 제29회 홍콩 금상장 영화제 남우주연상

## 성명
임달화는 홍콩 출신으로 중화권에서 활동하는 배우이므로 여러 가지 이름을 가지고 있다. 홍콩식 영어 이름은 사이먼 얌(Simon Yam)이다. Simon은 영어 이름이고 Yam은 광둥어이다. 임달화(任達華)의 중국 베이징식 표현은 런다화(任達華, Ren Da Hua)이다. 중국 남부 등지에서는 임(任)을 전(Jen, 任)으로 발음하므로 전다화이다. 한국에서는 任을 임으로 발음하므로 임달화이다. 베트남식은 니함달화이다.

## 활동
임달화는 장국영처럼 유명한 배우는 아니지만, 아주 많은 양의 영화에 출연하였다. 그가 주연과 조연으로 참여한 작품은 155편이 넘는다. 툼레이더 2편에도 참여하였다.
패션모델 출신의 임달화는 1955년 홍콩에서 출생했다. 오우삼 감독의 《첩혈가두》에서 청부살인업자 역할인 로크 역으로 나와 주목을 받았다. 이후 액션 영화에 주로 출연을 하였다. 《자유인》, 《용등사해》, 《협도고비》, 《적나고양》등에서는 코믹, 에로 연기도 하였다. 최동훈 감독의 한국 영화 《도둑들》에 출연한다.

여담으로 신현준이 홍콩에 승무원으로 방문했을 때 《비행기 타고 가요》에 깜짝 출연하기도 했다

## 주요 출연작
- 《본란가대형》
- 《연화신공》
- 《이수현의 강력반장》
- 《로즈킬러》
- 《황가특공대》
- 《성기오찬청》
- 《승자위왕 3》
- 《여도신 2》
- 《아미성년》
- 《여전사》
- 《의천도룡기》 (1986)
- 《청향비와 건륭황제》
- 《천검절도》 (1987)
- 《사랑의 파노라마》 (1989)
- 《합가환》 (1989)
- 《관세음》 (1990)
- 《자유인》 (1990)
- 《사대영웅》 (1990)
- 《현대 애정고사》 (1991)
- 《의불용정》 (1991)
- 《지존홍분》 (1991)
- 《블랙 캣》 (1991)
- 《동방노호》 (1991)
- 《자탄출조》 (1991)
- 《해랑》 (1991)
- 《천왕》 (1991)
- 《무남정미료》 (1992)
- 《대명군영》(총9편) (1992)
- 《사대탐장》 (1992)
- 《파란쌍웅》 (1992)
- 《차신》 (1992)
- 《용등사해》 (1992)
- 《협도고비》 (1992)
- 《애재흑사회》 (1993)
- 《오소행동》 (1993)
- 《첩혈가두 2》 (1993)
- 《흑표천하》 (1993)
- 《이락부기안》 (1993)
- 《임달화의 분노》 (1993)
- 《신용도성》 (1993)
- 《무경시분》 (1993)
- 《자유인 2》 (1993)
- 《임달화의 나이트게임》 (1993)
- 《취생몽사》 (1994)
- 《법망정연》 (1994)
- 《첩혈가두 3》 (1994)
- 《카멜레온》 (1994)
- 《폭풍의 눈》 (1995)
- 《용호살수》 (1995)
- 《고양의 생》 (1995)
- 《의혈쌍웅 2》 (1995)
- 《재전강호 3》 (1995)
- 《의혈정천》 (1995)
- 《적나고양 2》 (1996)
- 《특급킬러》 (1996)
- 《모험유희》 (1996)
- 《인재강호》 (1996)
- 《자웅대도》 (1996)
- 《홍등가의 혈투》 (1996)
- 《폭겁경정》 (1997)
- 《히트맨》 (1998)
- 《극속전설》 (1999)
- 《더 미션》 (1999)
- 《의혈》 (2000)
- 《전직살수》 / 《풀타임 킬러》 (2001)
- 《툼 레이더 2: 판도라의 상자》 (2003)
- 《대사건》 (2004) - CK 웡 역
- 《엽문》 (2008) - 주청천 역
- 《엽문 2》- 주청천 역
- 《피의 복수》
- 《8인: 최후의 결사단》 - 방천 역
- 《감시자들》
- 《컨트롤》 - 타이거 역
- 《구화영웅》 - 페이다오 역
- 《빙봉협: 중생지문》
- 《맨 오브 타이 치》 - 왕 경감 역
- 《악마의 오른손》
- 《컨스테이블》 - 임국권 역
- 《어둠 속의 이야기: 미리야》 (감독, 주연)
- 《미드나잇 애프터》
- 《도둑들》
- 《마궁매영: 유령극장》
- 《허니문 호텔 살인사건》
- 《살파랑2: 운명의 시간》 (2015)
- 《진실금지구역》
- 《교주전: 천공의 눈》
- 《빙봉협: 시공행자》 (2018)
- 《아적정적여서》 (2018)
- 《리틀 큐》 (2019)
- 《추룡 2: 패왕》 - 이 경감 역 (2019)
- 《레이징 파이어》 (2021)
- 《골드핑거》 - 쩡젠타오 역 (2023)